# نامه اول به قرنتیان

## نامهٔ اوّل پولُس رسول به قُرِنتیان
شهر قُرِنتُس مرکز ایالت اَخائیه در امپراتوری روم بود و یکی از شهرهای مهم یونان محسوب می‌شد. ترکیبی از نژادهای مختلف در قُرِنتُس زندگی می‌کردند. این شهر دارای اقتصادی شکوفا بود، و مردمانش به فرهنگ خود می‌بالیدند. ولی فسادِ اخلاقی آنها زبانزد همگان بود و به‌لحاظ دینی نیز به آرا و عقاید گوناگون اعتقاد داشتند.
کلیسای قُرِنتُس را پولُس بنیان گذارده بود. او از طریق برخی مسیحیان شهر اطلاع یافت که مشکلاتی در کلیسا پیش آمده‌است. نامه‌ای نیز از کلیسا به‌دستش رسید که در آن سؤالاتی در خصوص ایمان و عمل مسیحی مطرح شده بود. قصد پولُس از نگارش این نامه، رسیدگی به این دو دسته موضوع است. لذا در قسمت‌هایی از نامه میکوشد راهنمایی‌هایی برای رفع مشکلات گزارش شده ارائه دهد (۱:۱۰ تا ۶:۲۰)، و در قسمت‌هایی دیگر نیز به پاسخگویی به پرسش‌های کلیسای قُرِنتُس می‌پردازد (۷:۱ تا ۱۵:۵۸).
ازجمله مشکلات اصلی مطرح شده در این نامه، می‌توان به تفرقه، فساد اخلاقی در کلیسا، سؤالاتی پیرامون مسائل جنسی و ازدواج، موضوعات مربوط به وجدان، نظم و ترتیب در کلیسا، عطایای روح‌القدس و موضوع قیامت مردگان اشاره کرد. پولُس با بصیرتی عمیق نشان می‌دهد که چگونه انجیل به این سؤالات پاسخ می‌گوید.
باب سیزدهم که احتمالاً معروف‌ترین بخش کتاب است، محبت را چون عالی‌ترین طریق خدا برای قومش معرفی می‌کند.

## تقسیم‌بندی کلّی
۱ - مقدمه (۱:۱-۹)
۲ - تفرقه در کلیسا (۱:۱۰ تا ۴:۲۱)
۳ - گناهان جنسی و اختلافات اعضا (۵:۱ تا ۶:۲۰)
۴ - مسئله تجرد و ازدواج (فصل ۷)
۵ - مسئله خوراک تقدیمی به بتها و اختیارات پولُس در مقام رسول (۸:۱ تا ۱۱:۱)
۶ - عبادات کلیسایی (۱۱:۲ تا ۱۴:۴۰)
۷ - رستاخیز مسیح و ایمانداران (فصل ۱۵)
۸ - هدیه برای مسیحیانِ یهودیه (۱۶:۱-۴)
۹ - موضوعات شخصی و بخش پایانی (۱۶:۵-۲۴)